# Slezské písně

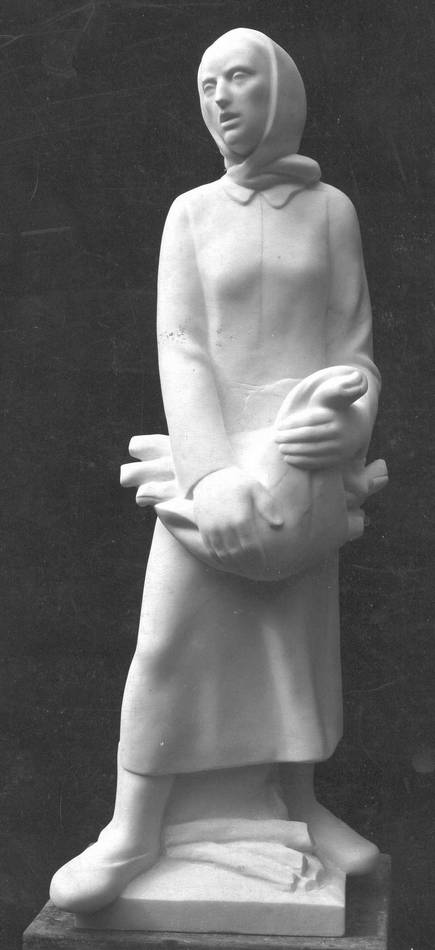
František Hořava: Maryčka Magdonova (1928)

Slezské písně je název jediné básnické sbírky slezského básníka Petra Bezruče, vlastním jménem Vladimíra Vaška. Hlavní tematikou básní je poukazování na útlak obyvatel Bezručova rodného Slezska, především pak oblasti Beskyd a okolí Těšína, Frýdku a Ostravy, ze stran šlechty a církve. Jsou popisovány nelehké sociální poměry tamních horníků, poněmčování a popolšťování obyvatel či rušení českých škol; některé básně obsahují antisemitské pasáže. Ve sbírce se ovšem objevuje i kritika Čechů a básně intimního charakteru.
V novější době bylo Bezručovo autorství některých básní zpochybněno (např. v roce 2003 Jan Drozd publikoval názor, že spoluautorem sbírky byl Ondřej Boleslav Petr). V roce 2014 vydal Ústav pro českou literaturu Akademie věd České republiky kritické vydání Slezských písní, které tuto domněnku odmítlo.

## Seznam básní (abecední)
- 1864–1904
- 70.000
- Bernard Žár; Blendovice
- Červený květ; Čtenáři veršů
- Dědina nad Ostravicí; Den Palackého; Didus ineptus; Dombrová I; Dombrová II; Dva hrobníci; Dvě dědiny; Dvě mohyly
- Hanácká ves; Hanys Horehleď; Hölderlin nad Neckarem; Hrabyň; Hučín
- Chycený drozd
- Idyla ve mlýně
- Já; Jedna melodie
- Kalina I; Kalina II; Kalina III; Kantor Halfar; Kaštany; Kdo na moje místo?; Koniklec; Kovkop; Krásné Pole; Kyjov
- Labutinka; Lazy; Leonidas; Ligotka Kameralna
- Markýz Gero; Maryčka Magdónova; Maškarní ples; Michalkovice; Mohelnice; Motýl
- Nápis na hrob bojovníkův; Návrat
- Ondráš; Oni a my; Opava; Ostrava; Osud
- Papírový Mojšl; Par nobile; Pětvald I; Pětvald II; Pluh; Plumlov I; Plumlov II; Pole na horách; Polská Ostrava; Praga caput regni; Ptení
- Rybníky za Paskovem
- Sedm Havranů; Setkání; Slezské lesy; Smrt Césarova; Starček; Střebovský mlýn; Sviadnov I; Sviadnov II
- Škaredý zjev
- Tošonovice; Ty a já
- Úspěch
- Valčice; Vrbice
- Z Ostravy do Těšína; Zem pod horami
- Žermanice; Žně

## Geneze básní
Sbírka vznikala či byla upravována v průběhu téměř padesáti let – od devadesátých let 19. století až do autorovy smrti v roce 1958 a Bezruč nikdy nestanovil její „závaznou“ podobu. Literárněvědná konference o Slezských písních konaná v roce 1963 rozhodla vzít za čtenářský základ vydání z roku 1928. Nejednalo se však o poslední literárněvědnou studii na toto téma.
Slezské písně se dělí na tzv. jádro Slezských písní (básně do roku 1899), do kterého bylo zařazeno 54 básní, a ostatní básně. Kdy přesně vznikalo jádro Slezských písní se dosud nepodařilo spolehlivě určit. Podle tzv. „místecké teorie" vznikly některé básně již za pobytu Vladimíra Vaška v Místku (1891–1893) a sbírka se pak pozvolně rozšiřovala. Druhá teorie předpokládá, že všechny básně „jádra" vznikly až v roce 1898, tedy nedlouho před odesláním básní Janu Herbenovi, redaktoru týdeníku Čas, v roce 1899. Dle této verze básně vytryskly naráz, vznikly v jakémsi „duševním a uměleckém vytržení“ v době, kdy se u Vladimíra Vaška objevilo chrlení krve v důsledku tuberkulózy (na to je v básních několik narážek, např. v básni Kdo na moje místo?). Tuto variantu naznačuje sám autor, zastává ji též většina odborníků, ale část literárních vědců s ní nesouhlasí. Sám Vladimír Vašek nijak neusnadňoval poznání těchto faktů, protože jeho vyjádření v dopisech i mezi nejbližšími se měnila a často si protiřečila.
Od 16. ledna 1899 do 13. března 1904 zaslal v 39 zásilkách Janu Herbenovi, šéfredaktorovi Času, 74 básní. Obsah některých zásilek:
- 1. zásilka 16. 1. 1899 – Den Palackého, Pod obrazem Prokopovým, Domaslavice, Klec, Jen jedenkrát (sedm básní z první zásilky se ztratilo, mj. báseň Hořící keř)
- 2. zásilka 25. 1. 1899 – Škaredý zjev[p 3]
- 5. zásilka 17. 2. 1899 – Setkání, Michálkovice, Kdo na moje místo?
- 6. zásilka 1. 3. 1899 - Leonidas, Hrabyň, Blendovice, Bernard Žár, Národní maškaráda, Mistr Jan, Třetí patron vlasti, Kráska
- 7. zásilka 24. 3. 1899 – Maryčka Magdónova, Návrat, Tošonovice, Z Ostravy do Těšína, 70.000, Markýz Géro, Ostrava, Já, Hučín, Jedna melodie
- 11. zásilka 28. 4. 1899 – Rektor Halfar (pozdější název Kantor Halfar), Dva hrobníci, Motýl, Koniklec, Červený květ
- 12. zásilka 12. 5. 1899 – Dědina nad Ostravicí, Dombrová, Opava
- 13. zásilka počátek června 1899 – Sviadnov, Par nobile, Praga caput regni
- 17. zásilka 15. 8. 1899 – Orlová, Ostravice, Hořící keř
- 24. zásilka 4. 2. 1900 – Čtenáři veršů, Kovkop, Pětvald I, Pětvald II, Křižák z Modré, Dombrová I, Dombrová II, Lazy, Dvě dědiny, Ondráš, Ligotka Kameralna, Pole na horách, Střebovský mlýn, Uhni mi z cesty, Oni a my, Osud, Vrbice, Slezské lesy, Hanácká ves, Plumlov, Ptení, Kyjov, Paskovské rybníky, Úspěch, Chycený drozd
- 32. zásilka 26. 10. 1902 – Didus ineptus
- 36. zásilka 1. 8. 1903 – Smrt Césarova, Krásné Pole
- 39. zásilka 17. 3. 1904 – Labutinka, Mladá žena, Papírový Mojšl

## Problematika autorství
Výhradní autorství Petra Bezruče je někdy zpochybňováno. Někteří odborníci – zejména Drahomír Šajtar – tento názor nesdíleli. Jiří Urbanec odmítl možnost, že by Ondřej Boleslav Petr mohl být spoluautorem Slezských písní. Byl však přesvědčen, že jeho vliv na Vladimíra Vaška byl silný. Lexikon české literatury z roku 1985 uvedl jako autora výhradně Petra Bezruče.
K pochybnostem některých spisovatelů a literárních badatelů, převážně přímo ze Slezska (např. Joži Vochaly a především Jana Drozda) ohledně autorství přispělo:[zdroj?]
1. Skrývání identity pod pseudonymem Petr Bezruč. Skrývání se před veřejností, také záměrné Vaškovo překrucování a mlžení o vlastní minulosti.
2. Ojedinělý vztah básníka ke svému dílu. Vladimír Vašek přehlížel mnoho změn, chyb a redaktorských úprav ve svých zásadních básních. Podstatné změny ve svých básních nechával bez povšimnutí po celý svůj život, zato velmi rád ručně „opravoval“ již vytištěné Slezské písně, které mu dal kdokoliv k podpisu, a to vždy ke škodě básní.
3. V podstatě šlo o jediné výrazné básnické vystoupení, na které již nedokázal plnohodnotně navázat. Slezské písně, které vyšly nejprve pod názvem Slezské číslo literární přílohy časopisu Čas (a byly cenzurovány c. k. úřady) byly několikrát rozšířeny autorem o další básně v průběhu téměř půlstoletí, ale nikdy jím nebyly kodifikovány do „závazné“ sbírky. Mnohé úpravy a dodatečné změny v básních, které Vašek rád prováděl, byly básním na škodu a musely být později opraveny literárními vědci.[p 4] Pokud jeho "jednorázové" vystoupení proti sociálnímu a národnostnímu útlaku slezského lidu na něj tak silně zapůsobilo během dvou let pobytu v Místku v letech 1891–1893, je podivné, že stejně silně nevystoupil za česko-polského konfliktu na Těšínsku ve 20. letech nebo za německé okupace Československa (1938–1945).[p 5] Kvalitativní rozdíly v jazyce, melodii i metru jednotlivých básní Slezských písní jsou místy tak nepochopitelné, že i zastánci Vaškova autorství je dělí na tzv. jádro Slezských písní a básně ostatní.
4. Vladimír Vašek byl uzavřený, nemluvný člověk. Také jeho časté túry (výplazy) po Beskydech za jeho pobytu v Místku se podobaly spíše chodeckým závodům, které konal zpočátku hlavně na rady lékařů, a proto mnoha lidem nepřipadá reálné, že by poznal skutečně do hloubky tíživou realitu Slezska na konci 19. století během pouhých dvou let.
5. Vladimír Vašek neměl hudební sluch. Neměl rád hudbu a nerozuměl jí. To je zajímavý fakt, zvláště když si čtenáři uvědomí geniální melodii některých básní, např. Kdo na moje místo, Návrat apod.
6. Básně týkající se Slezska obsahují mnoho dobových reálií, ty však nekorespondují s autorem uváděným obdobím vzniku.[2]
7. Některé básně jako by popisovaly život O. B. Petra.[p 6]

V roce 2014 vyšlo kritické vydání Slezských písní, které vydal Ústav pro českou literaturu Akademie věd České republiky; toto vydání připravili pracovníci ÚČL Jiří Flaišman a Michal Kosák. Za jediného autora sbírky je označen Vladimír Vašek. Spekulace o tom, že Slezské písně napsal jiný autor nebo že spoluautorem sbírky byl O. B. Petr, prohlašují editoři za „pusté a nepodložené hypotézy."

## Vydání

### Vydání do roku 1958
- Beletristická příloha týdeníku Čas (od 1. 1. 1900 Besedy Času, beletristická příloha deníku Čas): 11. 2. 1899 (Den Palackého, Škaredý zjev a Jen jedenkrát, zabaveno cenzurou); 18. 2. 1899 (Jen jedenkrát, první skutečně publikovaná báseň), a dále průběžně s mnoha cenzurními problémy až do roku 1904 další vybrané básně.
- Tzv. Slezské číslo Besed Času (tj. č. 1 ze 4. 1. 1903), 22 básní.
- Slezské číslo, (knižní vydání, anonymně), Praha: Čas, 1903. 31 básní.
- Slezské písně, (anonymně), Praha: Spolek českých bibliofilů, 1909. 51 básní. Ilustrace a grafická úprava Vojtěch Preissig (dřevoryty).
- Písně Petra Bezruče, Chicago: Literární kroužek, 1910. 53 básní. Ilustrace Vojtěch Preissig (4 dřevoryty a obálka).
- Slezské písně, (bez uvedení jména autora), Praha: Spolek českých bibliofilů, leden 1911. 58 básní. Ilustrace Adolf Kašpar (frontispice).
- Slezské písně, (bez uvedení jména autora), Praha: Spolek českých bibliofilů, červen 1911. 58 básní (jiné vydání v odlišné typografii a se značnými autorskými úpravami).
- Písně Petra Bezruče, Chicago: Literární kroužek, 1910 a 1911. 55 básní[p 8][9]. Ilustrace Vojtěch Preissig (4 dřevoryty a obálka).
- Petr Bezruč: Slezské písně, Jekatěrinburg: Osvětový odbor Československého vojska na Rusi, 1918. Ilustrace a typografie dle rukopisného návrhu Petra Pištělky.
- Slezské písně, (bez uvedení jména autora), Brno: Nový lid, 1919.
- Slezské písně, (bez uvedení jména autora), Brno: Nový lid, 1920.
- Slezské písně, (bez uvedení jména autora), Kladno: Svatopluk Klír, 1927. 68 básní. Ilustrace Ferdiš Duša (15 dřevořezů). Označeno jako 7., doplněné vydání (bez sibiřského a amerického).
- Slezské písně, (bez uvedení jména autora), Brno: Nový lid, 1928. 1930, 1937 a 1938 opakovaně, 82 básní. Ilustrace Ota Petr (dřevoryt v titulním listu).
- Petr Bezruč, Slezské písně, Břeclav: Alois Kučík, 1937. Ilustrace Jaroslav Dobrovolský.
- Petr Bezruč, Slezské písně, Valašské Meziříčí: Skupina moravských knihomilů, 1937. Ilustrace: Karel Svolinský (dřevoryt ve frontispisu).
- Petr Bezruč: Slezské písně, Londýn: Kroužek Slezanů, 1944. Ilustrace: Velen Fanderlík (linoryty).
- Petr Bezruč, Slezské písně, Brno: Pokorný a spol., 1946, 1947 a 1949 opakovaně, 86 básní. Ilustrace Ferdiš Duša (dřevořez ve frontispisu).
- Petr Bezruč, Slezské písně, Praha: Družstevní práce, 1947. Ilustrace  Karel Štěch (dřevoryty).
- Petr Bezruč, Slezské písně, Praha: Spolek českých bibliofilů, 1951. 88 básní. Ilustrace  Bohdan Lacina (7 dřevorytů a obálka).
- Petr Bezruč, Slezské písně, Praha: Československý spisovatel, 1951, 1952 a 1953 opakovaně.
- Petr Bezruč, Slezské písně, Praha: SNKLHU, 1954 a 1957 (1957 s posledními změnami). Ilustrace Bohdan Lacina. Vydání poslední ruky, 88 básní.
- Petr Bezruč, Slezské písně, Praha: Státní pedagogické nakladatelství, 1958. Ilustrace Max Švabinský (litografie ve frontispisu). První posmrtné vydání. 50 000 ex.

### První restituované vydání
- BEZRUČ, Petr. Slezské písně. Označeno jako 22. vydání. Praha: Odeon, 1967. Ilustrace Bohdan Kopecký.  Na základě vydání z prosince 1928 text připravili Miroslav Červenka a Břetislav Štorek. 82 básní. První kanonické vydání dle jednoho ze závěrů bezručovské konference z roku 1963 v Opavě.

### Kritické vydání
- BEZRUČ, Petr. Slezské písně. Vydání v tomto uspořádání první. Kritická edice. Praha: Ústav pro českou literaturu AV ČR, v.v.i.: Akropolis, 2014. 178 s. ISBN 978-80-88069-08-9.
- BEZRUČ, Petr. Slezské písně. Kritická hybridní edice. Praha: Ústav pro českou literaturu AV ČR, v.v.i.: Akropolis, 2022. Dostupné online.

## Hudební adaptace
- Tři básně ze Slezských písní zhudebnil jako mužské sbory Leoš Janáček. Jedná se o básně Maryčka Magdónova, Kantor Halfar a 70000.
- V letech 1982–1983 vytvořil písničkář Jaromír Nohavica pásmo zhudebněné poezie Petra Bezruče Maryčka & spol., s podtitulem Slezské písně Bezručovy a slezské písně lidové zpívá Jaromír Nohavica. Vedle čtyř vlastních či lidových písní zhudebnil osm Bezručových básní; některé texty byly upraveny, jiné byly použity zčásti (Červený květ) či jen jejich zlomky (Já II).[10]
- V roce 2017 vydala ostravská folk-industrial metalová kapela Anselm album Technopolis, kde kromě své vlastní tvorby uvedla také zhudebněné Bezručovy básně Maryčka Magdonova, Kdo na moje místo, Ostrava a Kantor Halfar.